# Дзетшиховиці
Дзетшиховиці (пол. Dzietrzychowice, нім. Dittersbach) — село в Польщі, у гміні Жагань Жаґанського повіту Любуського воєводства.
Населення — 802 особи (2011).
У 1975-1998 роках село належало до Зеленогурського воєводства.

## Демографія
Демографічна структура станом на 31 березня 2011 року:
|          | Загалом | Допрацездатний вік | Працездатний вік | Постпрацездатний вік |
| -------- | ------- | ------------------ | ---------------- | -------------------- |
| Чоловіки | 417     | 88                 | 300              | 29                   |
| Жінки    | 385     | 61                 | 243              | 81                   |
| Разом    | 802     | 149                | 543              | 110                  |